# Komisariat Straży Celnej „Uścieryki”

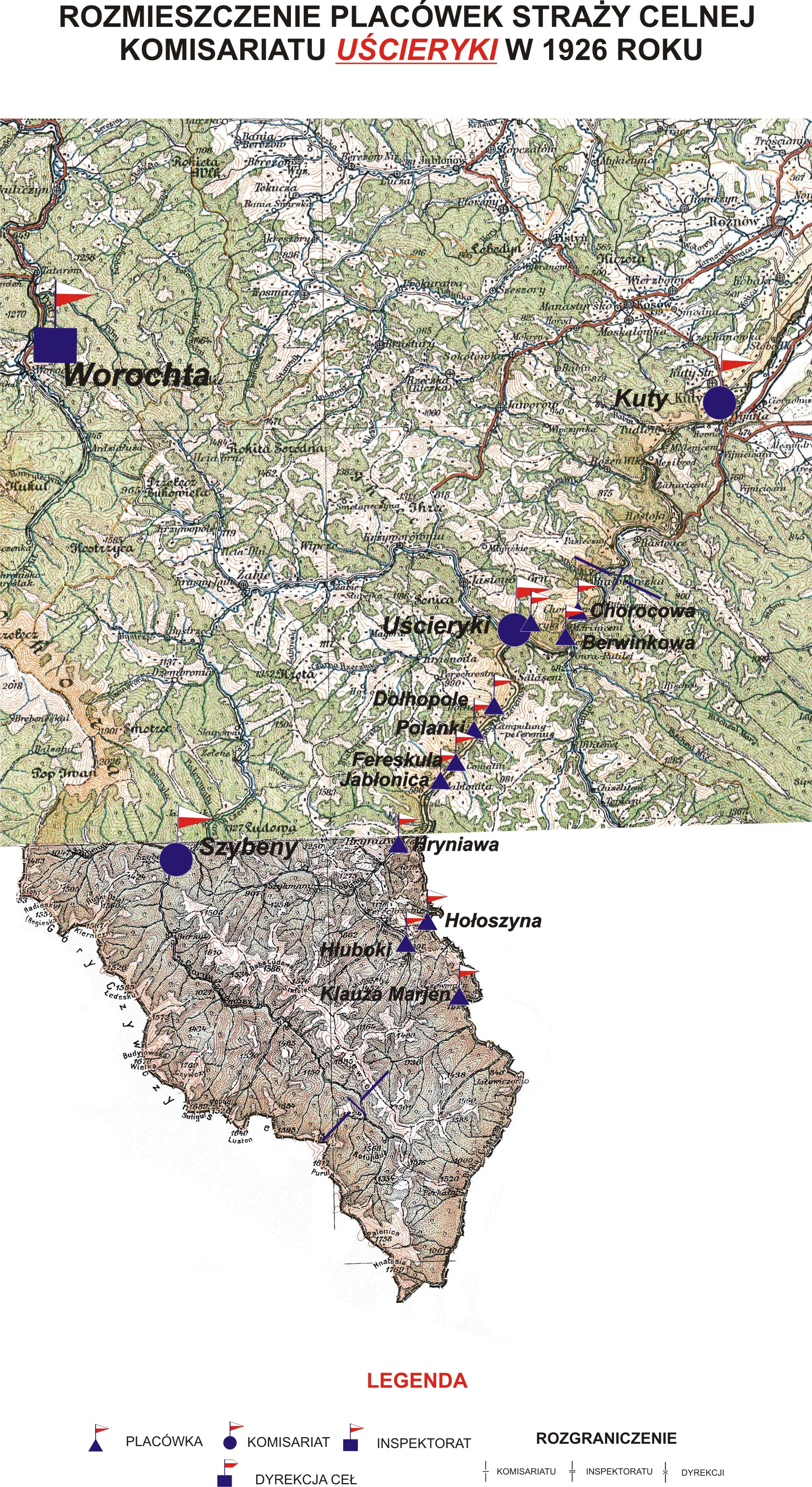
Rozmieszczenie placówek SC komisariatu Uścieryki w 1926

Komisariat Straży Celnej „Uścieryki” – jednostka organizacyjna Straży Celnej pełniąca służbę ochronną na granicy polsko-rumuńskiej w latach 1921–1928.

## Formowanie i zmiany organizacyjne
Na wniosek Ministerstwa Skarbu, uchwałą z 10 marca 1920 roku, powołano do życia Straż Celną. Jednostki Straży Celnej rozpoczęły przejmowanie odcinków granicy od pododdziałów Batalionów Celnych. W 1921 roku w Uścierykach stacjonował sztab 1 kompanii 11 batalionu celnego. Kompania wystawiła między innymi placówkę w Uścierykach. Proces tworzenia Straży Celnej trwał do końca 1922 roku. Komisariat Straży Celnej „Uścieryki”, wraz ze swoimi placówkami granicznymi, wszedł w podporządkowanie Inspektoratu Straży Celnej „Śniatyn”.
W drugiej połowie 1927 roku przystąpiono do gruntownej reorganizacji Straży Celnej. W praktyce skutkowało to rozwiązaniem tej formacji granicznej. Rozporządzeniem Prezydenta Rzeczypospolitej Polskiej Ignacego Mościckiego z 22 marca 1928 roku w jej miejsce powoływano z dniem 2 kwietnia 1928 roku Straż Graniczną.
Rozkazem nr 5 z 16 maja 1928 roku w sprawie organizacji Małopolskiego Inspektoratu Okręgowego dowódca Straży Granicznej gen. bryg. Stefan Pasławski powołał komisariat Straży Granicznej „Żabie”, który przejął ochronę granicy od rozwiązywanego komisariatu Straży Celnej.

## Służba graniczna
Sąsiednie komisariaty
- komisariat Straży Celnej „Szybeny”  ⇔ komisariat Straży Celnej „Kuty” − 1926

## Funkcjonariusze komisariatu
Obsada personalna w 1926:
- kierownik komisariatu – komisarz Marian Leichtfried
- pomocnik kierownika komisariatu – starszy przodownik Franciszek Partyka (11)

## Struktura organizacyjna
Organizacja komisariatu w 1926 roku:
- komenda – Uścieryki
- placówka Straży Celnej „Chorocowa”
- placówka Straży Celnej „Berwinkowa”
- placówka Straży Celnej „Uścieryki”
- placówka Straży Celnej „Dołhopole”
- placówka Straży Celnej „Polanki”
- placówka Straży Celnej „Jabłonica”
- placówka Straży Celnej „Fereskula”
- placówka Straży Celnej „Hryniawa”
- placówka Straży Celnej „Hołoszyna”
- placówka Straży Celnej „Hubki”[a]
- placówka Straży Celnej „Marjen”[b]